# Elsa Snellman
Elsa Alexandra Snellman, född 22 januari 1894 i Helsingfors, död där 17 januari 1974, var en finländsk konstnär.
Snellman, som var dotter till typografen Evert Holmberg (styvfar) och Eufemia Alexandra Nyholm, absolverades från Svenska flicklyceet i Helsingfors, bedrev konststudier i Finska konstföreningens ritskola 1927–1928 och i Tallinn 1929–1931. Hon genomförde studieresor till Italien, Nederländerna och Tyskland 1923, Leningrad 1930 samt Paris och Bryssel 1938–1939. Hon var verksam som porträtt-, landskaps- och genremålare, höll separatutställningar i Helsingfors 1931 och 1936 och genomförde en utställningsturné omfattande fem städer 1945–1946. Hon var 1923–1948 gift med legationsrådet Teo Snellman.